# Il mondo perduto (film 1992)
Il mondo perduto (The Lost World) è un film del 1992 per la regia di Timothy Bond, tratto dall'omonimo romanzo di Arthur Conan Doyle.

## Trama
1912. Il giornalista Edward Malone (Eric McCormack), venuto a conoscenza di un luogo inesplorato dello Zimbabwe e popolato da dinosauri, segue il Professor Challenger (John Rhys-Davies) fino alla casa di quest'ultimo, per avere ulteriori informazioni; Challenger però, data la sua insopportabilità verso i giornalisti, lo affronta finché entrambi volano giù per i gradini della casa di Challenger, di fronte un poliziotto. In presenza di questo, entrambi si scusano l'un con l'altro, raggiungendo un accordo per una possibile spedizione; Challenger accetta di mostrare un album con su raffiguranti degli schizzi di dinosauri. In seguito, entrambi si recano alla Daily Gazette, dove Malone cerca di convincere il capo-redattore, McArdle, di fornirgli le spese  di spedizione necessarie per affrontare un compito avventuroso.
Ad una cerimonia, entrano nella squadra anche il Professor Summerlee (David Warner), dubbioso sulle teorie di Challenger, due fotografi di animali e piante selvatiche Jim (Darren Peter Mercer) e Jenny Nielson (Tamara Gorski) e l'esploratrice Malu (Nathania Stanford). Arrivata sull'altopiano, la squadra rimane per un attimo impaurita, ma Summerlee, piuttosto scettico, rassicura i compagni. I primi animali che compaiono sono un pavone bianco e poi un apatosaurus. Summerlee è il primo a trovare una caverna che in seguito scoprirà essere di uno pterodattilo. Jim, scalando una rupe, riesce a scorgere un lago.
La mattina seguente il campo della squadra viene attaccato da una tribù selvaggia, intenzionata a svolgere dei sacrifici, cioè fornendo la squadra esploratrice come cibo ai dinosauri carnivori. Jim riesce a distrarre la tribù mandandoli altrove. Dopo che il capo della tribù selvaggia viene colpito con una pietra, la tribù stessa si riunisce, portando il capo in una caverna. La squadra ritorna a Londra, dichiarando, ad una riunione, che il Mondo Perduto dello Zimbabwe non esiste, in quanto Challenger e la sua squadra hanno fornito prove insufficienti.